# Apsendesia sarsi
Apsendesia sarsi är en mossdjursart som först beskrevs av John Borg 1944.  Apsendesia sarsi ingår i släktet Apsendesia och familjen Frondiporidae. Inga underarter finns listade i Catalogue of Life.